# Barbalha Futebol Clube
Il Barbalha Futebol Clube, noto anche semplicemente come Barbalha, è una società calcistica brasiliana con sede nella città di Barbalha, nello stato del Ceará.

## Storia
Il club è stato fondato il 1º febbraio 2002. Il Barbalha ha vinto il Campeonato Cearense Terceira Divisão nel 2007. Ha partecipato alla Coppa del Brasile nel 2014, dove è stato eliminato al primo turno dal Cuiabá.

## Palmarès

### Competizioni statali
- Campeonato Cearense Série B: 1

2018
- Campeonato Cearense Terceira Divisão: 1

2007
- Copa Fares Lopes: 1

2013